# George Wallace (filme)
George Wallace (prt: George Wallace; bra: George Wallace - O Homem Que Vendeu Sua Alma) é um telefilme estadunidense de 1997, do gênero drama biográfico, dirigido por John Frankenheimer, com roteiro de Marshall Frady e Paul Monash baseado na biografia Wallace: The Portrait of Alabama Governor George Wallace, de Marshall Fraddy, por sua vez inspirado na vida de George Wallace, o polêmico governador do Alabama.
O diretor Frankenheimer[carece de fontes?] e os atores Gary Sinise[carece de fontes?] e Mare Winningham[carece de fontes?] receberam um Emmy por seu trabalho neste filme.
O filme recebeu ainda um Globo de Ouro de melhor documentário.

## Elenco
- Gary Sinise como George Wallace
- Mare Winningham como Lurleen Wallace
- Clarence Williams III como Archie
- Joe Don Baker como Big Jim Folson
- Angelina Jolie como Cornelia Wallace
- Terry Kinney como Billy Watson
- Willian Sanderson como T.Y Odum
- Mark Rolston como Ricky Brickle
- Tracy Fraim como Gerald Wallace
- Skipp Sudduth como Al Lingo
- Ron Perkins como Nicholas Katzenbach
- Scott Brantley como Arthur Bremer
- Kathryn Erbe como Mrs. Folson
- Steve Harris como Neal
- Bobby Kirby como James Hood
- Katema Nelson como Vivian Malone